# Paragus ambalaensis
Paragus ambalaensis är en tvåvingeart som beskrevs av Sodhi och Singh 1991. Paragus ambalaensis ingår i släktet stäppblomflugor, och familjen blomflugor. Inga underarter finns listade i Catalogue of Life.